# مانیی کیش
مانیی کیش (مجاری: Manyi Kiss؛ ۱۲ مارس ۱۹۱۱ – ۲۴ مارس ۱۹۷۱) بازیگر اهل مجارستان بود.
از فیلم‌ها یا مجموعه‌های تلویزیونی که وی در آن‌ها نقش داشته‌است، می‌توان به قصه‌های بوداپست اشاره نمود.